# Flamengo Reunion Session
Flamengo Reunion Session je česká kapela, která vznikla v roce 2021 na základech jedné z nejvýznamnějších českých rockových skupin 60. a 70. let, kterou bylo Flamengo, proslavené zejména ceněným albem z roku 1972 Kuře v hodinkách. Právě na této vrcholné éře kapely staví repertoár Flamengo Reunion Session.
V roce 2022 vyšla u vydavatelství Supraphon nahrávka živého vystoupení na albu Flamengo Reunion Session: Live, kde kromě výběru skladeb z LP Kuře v hodinkách a singlu „Týden v elektrickém městě / Každou chvíli“, předcházejícímu nahrání alba, jsou i převzaté skladby od Spooky Tooth nebo Colosseum, které Flamengo hrálo na přelomu 60. a 70. let. Supraphon vyrobil upoutávku i klip k propagaci alba. V roce 2022 kapela vystoupila jako speciální host britských Jethro Tull na koncertech v Mikulově a v amfiteátru na Lokti.
V České televizi byl v roce 2023 odvysílán dokument Flamengo Reunion Session – Kuře v hodinkách 50, kde se prolínají vzpomínky aktérů původní nahrávky se vstupy z koncertů obnovené kapely z roku 2022. V roce 2023 začala kapela pracovat na novém albu, kde nabídne zcela nové skladby.[zdroj?]

## Sestava kapely
- Vladimír Guma Kulhánek – baskytara (člen původního Flamenga)
- Pavel Fořt – kytara (člen původního Flamenga)
- Honza Holeček – klávesové nástroje, zpěv
- Jiří Zelenka – bicí, vokály
- Vladimír „Boryš“ Secký – saxofon, flétna